# 375067 Hewins
375067 Hewins este o planetă minoră (asteroid) din Outer Main Belt⁠(d). A fost descoperită pe 6 septembrie 2007 la Vicques⁠(d) de Michel Ory⁠(d) și a fost numită după Roger Hewins⁠(d). 
Obiectul prezintă o orbită caracterizată de o semiaxă mare de 3,1998433854849 UAi, o excentricitate de 0,16277399880239, o înclinație de 3,3964587065136 ° în raport cu ecliptica.